# Andreï Gretchine
Andreï Vladimirovitch Gretchine (en russe : Андрей Владимирович Гречин), né le 21 octobre 1987 à Barnaoul, est un nageur russe en activité, spécialiste des épreuves de crawl, aussi appelées nage libre.

## Carrière
Il obtient sa première médaille d'or dans une compétition internationale en faisant partie du relais russe victorieux du 4 × 100 mètres 4 nages des Championnats d'Europe de natation 2008, puis remporte le titre en 2010 sur le relais 4 × 100 m nage libre. En décembre 2011, lors des Championnats d'Europe en petit bassin, il remporte une nouvelles médaille avec le relais 4 × 50 m  nage libre.
Aux Jeux olympiques de 2012 de Londres, Andreï Gretchine décroche la médaille de bronze sur le relais 4 × 100 m nage libre avec ses coéquipiers Nikita Lobintsev, Danila Izotov et Vladimir Morozov dans un temps de 3 min 11 s 41, respectivement derrière la France et les États-Unis.

## Palmarès

### Jeux olympiques
- Jeux olympiques 2012 à Londres (Royaume-Uni) :
  -  Médaille de bronze au titre du relais 4 × 100 m nage libre.

### Championnats du monde

#### En grand bassin
- Championnats du monde 2009 à Rome (Italie) :
  -  Médaille d'argent au titre du relais 4 × 100 m nage libre.
- Championnats du monde 2013 à Barcelone (Espagne) :
  -  Médaille de bronze au titre du relais 4 × 100 m nage libre.
- Championnats du monde 2015 à Kazan (Russie) :
  -  Médaille d'argent au titre du relais 4 × 100 m nage libre.

### Championnats d'Europe

#### En grand bassin
- Championnats d'Europe 2006 à Budapest (Hongrie) :
  -  Médaille d'argent au titre du relais 4 × 100 m nage libre.

- Championnats d'Europe 2008 à Eindhoven (Pays-Bas) :
  -  Médaille d'or au titre du relais 4 × 100 m 4 nages.

- Championnats d'Europe 2010 à Budapest (Hongrie) :
  -  Médaille d'or au titre du relais 4 × 100 m nage libre.

- Championnats d'Europe 2014 à Berlin (Allemagne) :
  -  Médaille d'argent au titre du relais 4 × 100 m nage libre.

#### En petit bassin
- Championnats d'Europe 2011 à Szczecin (Pologne) :
  -  Médaille d’argent au titre du relais 4 × 50 m nage libre.

- Championnats d'Europe 2012 à Chartres (France) :
  -  Médaille d’argent au titre du relais 4 × 50 m  nage libre mixte.